# 元植田
元植田（もとうえだ）は、愛知県名古屋市天白区の地名。現行行政地名は元植田一丁目から元植田三丁目。住居表示未実施。

## 地理
名古屋市天白区の北東部に位置し、東は植田本町、西は一本松・植田西、南は植田、北は焼山に接する。

## 歴史

### 沿革
- 1997年（平成9年）1月18日 - 天白区天白町大字植田の一部より、同区元植田一丁目から三丁目が成立[6]。

## 世帯数と人口
2019年（平成31年）1月1日現在の世帯数と人口は以下の通りである。
| 丁目         | 世帯数    | 人口    |
| ------------ | --------- | ------- |
| 元植田一丁目 | 915世帯   | 2,101人 |
| 元植田二丁目 | 638世帯   | 1,480人 |
| 元植田三丁目 | 402世帯   | 983人   |
| 計           | 1,955世帯 | 4,564人 |

### 人口の変遷
国勢調査による人口の推移
| 2000年（平成12年） | 3,924人 | [ 7 ]  |  |
| 2005年（平成17年） | 4,594人 | [ 8 ]  |  |
| 2010年（平成22年） | 4,751人 | [ 9 ]  |  |
| 2015年（平成27年） | 4,759人 | [ 10 ] |  |

## 学区
市立小・中学校に通う場合、学校等は以下の通りとなる。また、公立高等学校に通う場合の学区は以下の通りとなる。
| 丁目         | 番・番地等 | 小学校               | 中学校               | 高等学校 |
| ------------ | ---------- | -------------------- | -------------------- | -------- |
| 元植田一丁目 | 全域       | 名古屋市立植田小学校 | 名古屋市立植田中学校 | 尾張学区 |
| 元植田二丁目 | 全域       | 名古屋市立植田小学校 | 名古屋市立植田中学校 | 尾張学区 |
| 元植田三丁目 | 全域       | 名古屋市立植田小学校 | 名古屋市立植田中学校 | 尾張学区 |

## 施設
- ピアゴ植田店
- マックスバリュエクスプレス天白植田店
- ドラッグスギヤマ植田店
- 植田北屋敷公園

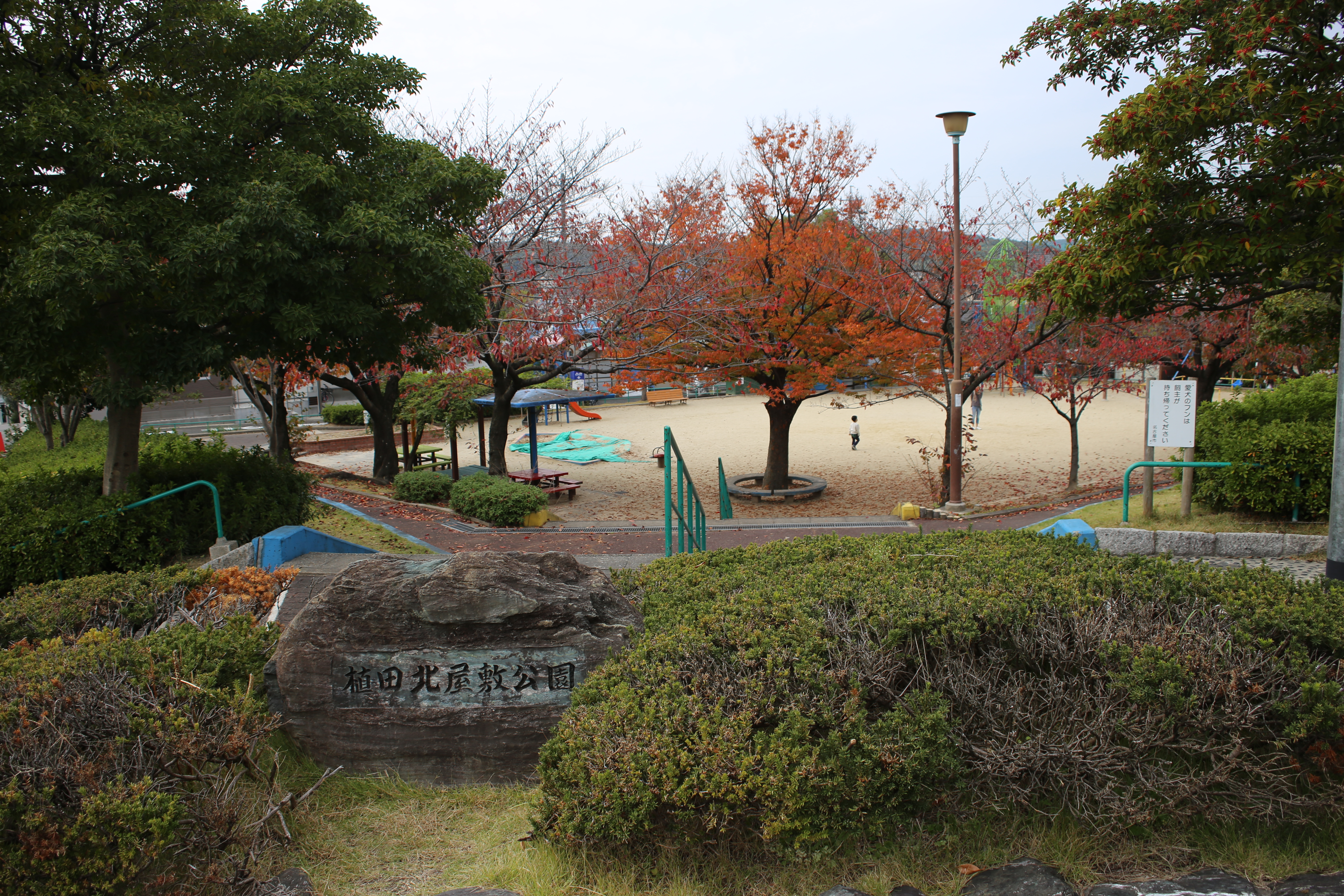
植田北屋敷公園（2015年11月）

## その他

### 日本郵便
- 郵便番号 : 468-0009[3]（集配局：天白郵便局[13]）。